# Henrik Dejbjerg
Henrik Dejbjerg Pedersen (* 9. August 1971 in Roskilde) ist ein ehemaliger dänischer Basketballspieler.

## Leben
Dejbjerg spielte für den Roskilde Basketball Klub in der ersten dänischen Liga, 1996 wechselte er zum österreichischen Bundesligaverein UBC Mattersburg, anschließend stand er jeweils ein Spieljahr lang bei den deutschen Zweitligisten TK Hannover (1997/98) und BCJ Hamburg (1998/99) unter Vertrag. Mit Hamburg gelang ihm der Aufstieg in die Basketball-Bundesliga. Der 2,05 Meter große Innenspieler kehrte 1999 nach Roskilde zurück, von 2000 bis 2005 verstärkte er in der ersten dänischen Liga Horsens IC und wurde 2004 dänischer Vizemeister.
Dejbjerg war dänischer Nationalspieler, er nahm unter anderem an EM-Qualifikationsspielen teil. Insgesamt bestritt er 53 Länderspiele.